# Monopoly Streets
Monopoly Streets est un jeu vidéo basé sur le jeu de plateau du même nom. Développé par EA Salt Lake et publié par Electronic Arts, le jeu est sorti sur la Playstation 3, Xbox 360 et la Wii le 26 octobre 2010.

## Développement
Le jeu a été développer pour célébrer le 75e anniversaire du jeu de plateau Monopoly.